# Дарение
Дарението е договор, с който едно лице „дарител“ прехвърля веднага и безвъзмездно нещо (вещ, пари, вземане) на друго лице „дарен“, което го приема.

## Условия
Договорът за дарение в Българското Гражданско право до голяма степен възприема общоприетите разбирания за този правен институт от Римското право, познат като Causa Donandi. Дарението може да бъде отменено, ако дареният убие, опита се да убие или набеди дарителя в престъпление.
Дарението е едностранен договор, защото задължение възниква само за дарителя. Модалитетите (условия, срок, тежести) при дарение са по-скоро с морален характер (според съдебната практика на Р България), тъй като дарителя няма право да развали дарението, освен при посочените условия. Движими вещи се даряват с предаването им, автомобили с нотариална заверка на подписите, недвижими вещи с нотариален акт, ценни книги на приносител с предаването им, ценни книги на заповед с джиро, дарение на вземания чрез цесия.

## Данъчно облекчение за дарения
Данъчните облекчения за дарителя при определени групи надарени лица се определят от Закона за данъците върху доходите на физическите лица.  Така например чл. 22. (1) гласи: „Сумата от годишните данъчни основи по чл. 17 се намалява с направени през годината дарения:
1. до 5 на сто, когато дарението е в полза на:
д) детски ясли, детски градини, училища, висши училища или академии;“